# Petit Poulet (film, 1943)
Pour les articles homonymes, voir Chicken Little.
Pour plus de détails, voir Fiche technique et Distribution.
Petit Poulet (Chicken Little) est un court métrage d'animation américain, à caractère de propagande, réalisé par Clyde Geronimi pour Walt Disney Productions, sorti le 17 décembre 1943. Ce film est inspiré d'un conte traditionnel nommé The Sky Is Falling (en).

## Synopsis
C'est une journée tranquille dans un poulailler d'une ferme du coin jusqu'à ce que le renard Renard Vantard (Foxey Loxey en VO) décide de se faire un repas de poulet. Prenant conseil dans un livre de psychologie, il s'attaque d'abord au moins intelligent et convainc le poussin Chicken Little que le ciel tombe. Ce dernier part donc à travers le poulailler prévenir tout le monde du danger jusqu'à ce que le coq Cocky Locky démontre que c'est une erreur. Mais Renard lance une nouvelle rumeur disant Cocky Locky n'est pas si crédible ce qui pousse les poulets dans la gueule du renard.

## Fiche technique
- Titre original : Chicken Little
- Autres titres[2] :
  - Suède : Tuppkycklingen
  - France : Petit Poulet
- Réalisateur : Clyde Geronimi
- Voix : Florence Gill (poules), Frank Graham (Foxey Loxey), Clarence Nash (canards)
- Animateur : Milt Kahl, Ward Kimball, Norman Tate, Ollie Johnston, John Lounsbery
- Producteur : Walt Disney
- Société  de  production : Walt Disney Productions
- Distributeur : RKO Radio Pictures
- Dates de sortie[2],[1]: 17 décembre 1943
- Format d'image : Couleur (Technicolor[2])
- Son : Mono (RCA Sound System[2])
- Musique : Extrait de la Chevauchée des Walkiries de Richard Wagner
- Durée : 8 min
- Langue : (en)
- Pays :  États-Unis

## Distribution

### Voix originales
- Frank Graham : Narrator (le narrateur) / Foxey Loxey (Renard Vantard) / Chicken Little (Poulet Simplet) / Cocky Locky (Coq Ramenard) / Turkey Lurkey (Dinde Cocagner)
- Clarence Nash : Ducks (canards)
- Florence Gill : Hens (poulets)

### Voix françaises

#### 1erdoublage (1985)
- Roger Carel : le narrateur, Chicken Little
- Jacques Ferrière : Foxy Loxy
- Patrick Guillemin : Cocky Locky
- Régine Teyssot : Des poules

#### 2edoublage (1992)
- Roger Lumont : Renard Vantard
- Arlette Thomas : Poulet Simplet
- Jean-Claude Donda : Coq Ramonard / Dinde Cocagner / Coincoin Minet
- Emmanuel Jacomy : Canard Veinard
- Régine Teyssot : Poulpa Bêche
- Roger Crouzet : le narrateur

## Commentaires
Ce film veut démontrer par l'exemple la force de la propagande. Il se base sur un conte pour enfants mais le court métrage n'est pas à la portée des enfants et la fin tragique ne semble pas leur être destinée non plus. La version initiale comprenait des scènes à connotations plus liées à la Seconde Guerre mondiale dont une scène où le renard lit Mein Kampf et une autre avec les tombes des habitants/poulets gravées de svastikas.
Selon John Grant, Renard Vantard fait partie des rares renards réellement mauvais créés par le studio Disney au côté de Grand Coquin dans Pinocchio (1940) et Frère Renard dans Mélodie du Sud (1946).
En 2005, les studios Disney ont réalisé en image de synthèse le long métrage Chicken Little avec une histoire ayant un sens moral plus proche du conte mais dans un monde plus anthropomorphe et situés dans les années 2000, avec un peu de science-fiction.